# Malalbergo
Malalbergo (emilián nyelven Malalbêrg) település Olaszországban, Emilia-Romagna régióban, Bologna megyében. Lakosainak száma 9130 fő (2023. január 1.). Malalbergo Baricella, Minerbio, Poggio Renatico, Bentivoglio, Galliera és San Pietro in Casale községekkel határos.

## Népesség
A település lakossága az elmúlt években az alábbi módon változott:
| Lakosok száma | 8972 | 9087 | 9130 |
|               | 2017 | 2018 | 2023 |